# Williams FW37
Williams FW37 – samochód Formuły 1, skonstruowany przez Williamsa na sezon 2015. Kierowcami bolidu zostali: Felipe Massa, oraz Valtteri Bottas.

## Prezentacja
Prezentacja bolidu została początkowo zaplanowana na 22 stycznia 2015 roku wraz z wydaniem czasopisma F1 Racing, zawierającego jego zdjęcia, jednak już 16 stycznia została nieoficjalnie opublikowana grafika przedstawiająca okładkę czasopisma, na której znalazł się nowy bolid, 20 stycznia grafika została opublikowana przez czasopismo, a 21 zespół zaprezentował bolid. 1 lutego odbyła się prezentacja bolidu na torze Circuito Permanente de Jerez.

## Wyniki w Formule 1
| Legenda oznaczeń w tabelach wyników Wyświetl szablon na nowej stronie | Legenda oznaczeń w tabelach wyników Wyświetl szablon na nowej stronie                                                                     |
| Oznaczenie                                                            | Wyjaśnienie |
| --------------------------------------------------------------------- | --- |
| Złoty                                                                 | Zwycięzca lub mistrzostwo |
| Srebrny                                                               | 2. miejsce lub wicemistrzostwo |
| Brązowy                                                               | 3. miejsce lub II wicemistrzostwo |
| Zielony                                                               | Ukończył, punktował (w klasyfikacji generalnej, gdy zdobył co najmniej jeden punkt na przestrzeni sezonu, poza trzema powyższymi opcjami) |
| Niebieski                                                             | Ukończył, nie punktował (w klasyfikacji generalnej, gdy nie zdobył co najmniej jednego punktu na przestrzeni sezonu)                      |
| Czerwony                                                              | Nie zakwalifikował się (NZ) |
| Czerwony                                                              | Nie prekwalifikował się (NPK) |
| Różowy                                                                | Nie ukończył (NU) |
| Różowy                                                                | Niesklasyfikowany (NS) (w klasyfikacji generalnej, gdy nie został sklasyfikowany w żadnym wyścigu sezonu)                                 |
| Czarny                                                                | Zdyskwalifikowany (DK) |
| Czarny                                                                | Wykluczony (WYK/EX) |
| Biały                                                                 | Nie wystartował (NW) |
| Biały                                                                 | Kontuzjowany (K/INJ) |
| Biały                                                                 | Wyścig odwołany (OD/C) |
| Bez koloru                                                            | Został wycofany (WYC/WD) |
| Bez koloru                                                            | Nie przybył (NP/DNA) |
| Bez koloru                                                            | Nie brał udziału w treningach (NT/DNP) |
| Bez koloru                                                            | Nie został zgłoszony (–) |
| Pogrubienie                                                           | Start z pole position |
| Kursywa                                                               | Najszybsze okrążenie wyścigu |
| †                                                                     | Nie ukończył, ale jego rezultat został zaliczony ze względu na przejechanie więcej niż 90% dystansu wyścigu.                              |
| *                                                                     | Sezon w trakcie |
| 1/2/3                                                                 | Punktowana pozycja w sprincie kwalifikacyjnym                                                                                             |
| Lista systemów punktacji Formuły 1                                    | |

| Sezon | Zespół      | Kierowcy        | Wyniki w poszczególnych eliminacjach | Wyniki w poszczególnych eliminacjach | Wyniki w poszczególnych eliminacjach | Wyniki w poszczególnych eliminacjach | Wyniki w poszczególnych eliminacjach | Wyniki w poszczególnych eliminacjach | Wyniki w poszczególnych eliminacjach | Wyniki w poszczególnych eliminacjach | Wyniki w poszczególnych eliminacjach | Wyniki w poszczególnych eliminacjach | Wyniki w poszczególnych eliminacjach | Wyniki w poszczególnych eliminacjach | Wyniki w poszczególnych eliminacjach | Wyniki w poszczególnych eliminacjach | Wyniki w poszczególnych eliminacjach | Wyniki w poszczególnych eliminacjach | Wyniki w poszczególnych eliminacjach | Wyniki w poszczególnych eliminacjach | Wyniki w poszczególnych eliminacjach | Wyniki kierowców | Wyniki kierowców | Wyniki konstruktora | Wyniki konstruktora |
| Sezon | Zespół      | Kierowcy        | AUS                                  | MYS                                  | CHN                                  | BHR                                  | ESP                                  | MCO                                  | CAN                                  | AUT                                  | GBR                                  | HUN                                  | BEL                                  | ITA                                  | SGP                                  | JPN                                  | RUS                                  | USA                                  | MEX                                  | BRA                                  | ARE                                  | Punkty           | Pozycja          | Punkty              | Pozycja             |
| ----- | ----------- | --------------- | ------------------------------------ | ------------------------------------ | ------------------------------------ | ------------------------------------ | ------------------------------------ | ------------------------------------ | ------------------------------------ | ------------------------------------ | ------------------------------------ | ------------------------------------ | ------------------------------------ | ------------------------------------ | ------------------------------------ | ------------------------------------ | ------------------------------------ | ------------------------------------ | ------------------------------------ | ------------------------------------ | ------------------------------------ | ---------------- | ---------------- | ------------------- | ------------------- |
| 2015  | Williams F1 | Felipe Massa    | 4                                    | 6                                    | 5                                    | 10                                   | 6                                    | 15                                   | 6                                    | 3                                    | 4                                    | 12                                   | 6                                    | 3                                    | NU                                   | 17                                   | 4                                    | NU                                   | 6                                    | DK                                   | 8                                    | 121              | 6                | 257                 | 3                   |
| 2015  | Williams F1 | Valtteri Bottas | NW                                   | 5                                    | 6                                    | 4                                    | 4                                    | 14                                   | 3                                    | 5                                    | 5                                    | 13                                   | 9                                    | 4                                    | 5                                    | 5                                    | 12                                   | NU                                   | 3                                    | 5                                    | 13                                   | 136              | 5                | 257                 | 3                   |